# Ізмайлово (станція МЦК)
Ізмайлово (рос. Измайлово) — пасажирська платформа Московської залізниці, що є зупинним пунктом міського електропоїзда — Московського центрального кільця. Відкрита 10 вересня 2016 року Названа по розташованому поруч «району Ізмайлово».
Станція побудована на високому насипу, прохід пасажирів — через підземний перехід. Виходи — на Окружний проїзд, а також до автостанції «Партизанська» і далі до наземного вестибюля станції метро «Партизанська» через пішохідний міст, перекинутий через Північно-Східну хорду та Вернісажну вулицю. На станції заставлено тактильне покриття. 

## Пересадки
- Метростанцію  «Партизанська»
- Автобуси: 7, 20, 36, 131, 211, 372, 634, 974, т22, н3;
  - обласні: 322, 336, 337, 375, 382, 385, 386, 391, 399, 444, 445, 1214к
- Трамваї: 11, 12, 34

| Попередня станція | Лінія | Лінія                        | Лінія | Наступна станція |
| ----------------- | ----- | ---------------------------- | ----- | ---------------- |
| Локомотив         |       | Московське центральне кільце |       | Соколина Гора    |